# Mena Massoud
Mena Massoud (El Cairo, 17 de septiembre de 1991) es un actor y comediante egipcio-canadiense y perteneciente a una familia copta. En julio de 2017, fue elegido para interpretar a Aladdin en la nueva versión de la película de imagen real de Disney Aladdín. También ha trabajado en televisión; sus papeles incluyen a Jared Malik en la serie canadiense Open Heart de 2015, y Tarek Kassar en la serie de Amazon Prime Jack Ryan.

## Edad temprana y educación
Massoud nació en El Cairo, Egipto, de padres egipcios cristianos coptos. Es el menor de dos hermanas. A la edad de 3 años, emigró a Canadá junto a su familia. Cuando se le preguntó por qué su familia se fue de Egipto, Massoud dijo: «Somos cristianos coptos y mis padres sentían que las cosas se estaban volviendo demasiado peligrosas cuando yo crecía en Egipto. Querían crear una vida mejor para sus hijos, por lo que decidieron emigrar a Canadá». Creció en Markham, Ontario, donde asistió a la escuela secundaria católica St. Brother André. Él es vegano.
Massoud es un gran admirador de las películas de comedia egipcias, en una entrevista con la BBC, declaró cómo su herencia egipcia lo ha inspirado como comediante, afirmando: «Crecí viendo películas de comedia egipcias de los grandes comediantes egipcios como Ismail Yassine y Adel Emam. La forma en que entretienen a la audiencia no solo con sus palabras, sino también con su lenguaje corporal y expresiones faciales es totalmente diferente a la de los actores de aquí. Jugué muchos papeles de comedia en producciones estadounidenses. Mi papel en Aladdín también es un papel de comedia. Creo que interpreto papeles de comedia con un gusto diferente al que aprendí de nuestro propio cine egipcio y esto lo hace atractivo de otra manera».

## Carrera
Massoud comenzó a actuar en 2011, con apariciones especiales en las series de televisión Nikita y Combat Hospital. En 2015, fue elegido como Jared Malik en la serie dramática canadiense Open Heart, que fue cancelada después de una temporada. En 2017, interpretó a Ollie Santos en la película Ordinary Days. En 2018, tuvo un papel recurrente como Tarek Kassar en la serie original de Amazon Prime Jack Ryan.
En 2019, Massoud interpretó al personaje principal en la película de aventuras y fantasía de Disney, Aladdín, que es una adaptación en vivo de la película animada del mismo nombre. Por su actuación, recibió una nominación en los premios Teen Choice Awards. En el mismo año, fue elegido para el papel principal de Ethan Hart en la serie original de Hulu Reprisal. También en 2019, apareció como Chaz en la película de suspenso Strange But True, y actuó como Kamal en la película dramática Run This Town.

## Filmografía
| Año  | Título                    | Papel           | Notas                        |
| ---- | ------------------------- | --------------- | ---------------------------- |
| 2011 | What Happens Next         | Jad             |                              |
| 2014 | Americanistan             | Mohammed Ali    |                              |
| 2015 | Let's Rap                 | Juan            |                              |
| 2017 | Ordinary Days             | Ollie Santos    |                              |
| 2017 | Final Exam                | Zaid            |                              |
| 2018 | Masters in Crime          | Jid             |                              |
| 2019 | Aladdín                   | Aladdin         |                              |
| 2019 | Strange But True          | Chaz            |                              |
| 2019 | Merging with the Infinite | Charlie Smith   |                              |
| 2020 | Run This Town             | Kamal Arafa     | [ 8 ]                        |
| 2021 | Lamya's Poem              | Rumi            | Voz                          |
| 2022 | Tratamiento real          | Príncipe Thomas | Película original de Netflix |

| Año  | Título           | Papel                               | Notas                |
| ---- | ---------------- | ----------------------------------- | -------------------- |
| 2011 | Nikita           | Al Qaeda N° 2                       | 1 episodio           |
| 2011 | Poser            | Bretten Thomason                    | Personaje recurrente |
| 2011 | Combat Hospital  | Salman Zawab                        | 1 episodio           |
| 2011 | The 99           | Hafiz the Preserver/Dave/Saad (voz) | Elenco principal     |
| 2012 | Cut to the Chase | Jason                               | Personaje recurrente |
| 2012 | King             | Malik Atassi                        | 1 episodio           |
| 2015 | Open Heart       | Jared Malik                         | Elenco principal     |
| 2017 | Saving Hope      | Justin Srinivasan                   | 1 episodio           |
| 2018 | Jack Ryan        | Tarek Kassar                        | Personaje recurrente |
| 2019 | Reprisal         | Ethan Hart                          | Elenco principal     |

| Año  | Videojuego   | Papel        |
| ---- | ------------ | ------------ |
| 2016 | Watch Dogs 2 | Varias voces |